# Békés Vármegyei Büntetés-végrehajtási Intézet
A Békés Vármegyei Büntetés-végrehajtási Intézet büntetés-végrehajtási szerv a Békés vármegyei Gyula településen (Béke sugárút 38.). Költségvetési szerv, jogi személy. 
Alaptevékenysége:
- az előzetes letartóztatással, valamint
- a biztonsági és egyéb fontos okból elhelyezett elítéltek szabadságvesztésével, továbbá
- az elzárással

összefüggő büntetés-végrehajtási feladatok ellátása.
Felügyeleti szerve az Igazságügyi és Rendészeti Minisztérium, szakfelügyeletet ellátó szerve a Büntetés-végrehajtás Országos Parancsnoksága. 

## Története
Építését 1897-ben hagyták jóvá Wagner Gyula tervei alapján. Az épületet – a megyei Királyi Törvényszéki Palota részeként – 1899-ben adták át rendeltetésének. (Alapító okirata szerint ez évben létesült). Az 1940-es években az egyszemélyi elhelyezésre irányuló profilja megváltozott: „zárt”, „félig-nyitott” és „nyitott” körletekre épülő belső rezsimet kezdtek működtetni. Az 1990-es években az épület több részét felújították. 
A fogvatartottak részleges foglalkoztatása költségvetési keretek között zajlik.